# Robert Plant
Robert Anthony Plant CBE (* 20. srpna 1948 West Bromwich, West Midlands, Spojené království) je anglický rockový zpěvák a textař, především známý jako člen skupiny Led Zeppelin, ale také čtyřicetiletou sólovou kariérou. Robert Plant je považován za jednoho z nejvýznamnějších rockových zpěváků všech dob, který inspiroval například Freddieho Mercuryho, Axla Rose a Chrise Cornella. V roce 2006 byl heavymetalovým časopisem Hit Parader označen za největšího metalového zpěváka všech dob, roku 2008 se dostal v žebříčku časopisu Rolling Stone na 15. místo mezi 100 nejvýznamnějších zpěváků rock and rollu a v roce 2011 ho čtenáři téhož časopisu označili za nejlepšího rockového zpěváka vůbec.

## Mládí a začátky kariéry
Robert Anthony Plant se narodil v západním Bromwichu, jeho matka Annie Celia Plant byla romského původu. Jeho otec Robert C. Plant pracoval během druhé světové války jako inženýr pro Královské letectvo. Robert Plant chtěl být zpěvákem odjakživa; když mu bylo čtrnáct let, vydal se na koncert na radnici v Birminghamu na vystoupení Sonny Boy Williamsona. Koncert zahajovaly skupiny Spencer Davis Rhytm-and-Blues Quartet a Long John Baldry's All-Stars, jejichž zpěváci Steve Winwood a Rod Stewart byli o málo starší než Robert Plant. To a ještě fakt, že Steve Winwood také bydlel v Birminghamu, dalo Robertu Plantovi naději, že může zpívat jako oni. Začal si kupovat desky a časopis Melody Maker, který jako jediný věnoval velkou pozornost i bluesovým, folkovým a jazzovým umělcům; dokud si jej celý nepřečetl, nešel ani do školy. Rodiče jeho vášeň nechápali; když si například pustil nějakou nahrávku a díval se přitom na sebe do zrcadla, řekli mu, že se chová jako blázen, přesto se jej snažili podporovat. Aby se mohl hudbě věnovat, předčasně opustil obchodní školu a začal pracovat jako silniční technik. Zajímal se především o blues, které ho silně ovlivnilo, oblíbil si bluesové hudebníky, jako byli Willie Dixon a Robert Johnson. Později se stal členem birminghamské skupiny Band of Joy, kde se seznámil s bubeníkem Johnem Bonhamem. Hráli většinou upravené skladby skupin, jako byly Love, Moby Grape a Buffalo Springfield. Pronikli až do londýnských klubů, ale když s jim nepodařilo získat smlouvu v žádném studiu, skupina se rozpadla. Potom krátce zpíval a hrál s Alexisem Kornerem, vydali například píseň „Operator“, ale ani tato spolupráce neměla úspěch. Robert Plant začal pracovat na stavbě a po večerech hrál se skupinou Hobbstweedle. V té době ho Peter Grant zval do Londýna, aby si poslechl přehrávky s New Yardbirds.

## Led Zeppelin

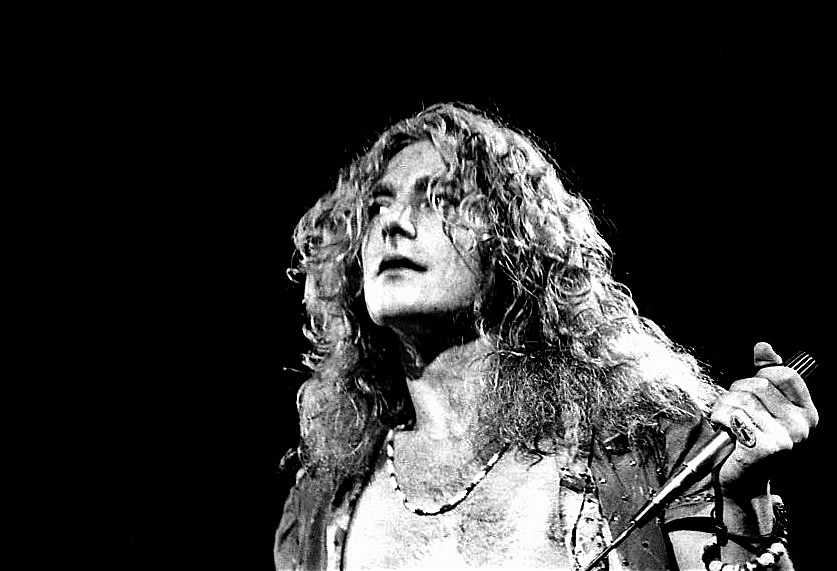
Plant v době účinkování s Led Zeppelin

V roce 1968 se Robert Plant seznámil s Jimmy Pagem, který hledal členy do své nové skupiny. Setkali se v hudebním klubu, kde Plant se svou kapelou hrál píseň „Somebody to Love“ od Jefferson Airplane. Jimmyho Page jeho hlas, napodobující Janis Joplin, zaujal natolik, že mu ihned nabídl spolupráci. Spojovala je vášeň pro blues. Pro novou skupinu hledali ještě bubeníka a baskytaristu. Robert Plant navrhl svého bývalého spoluhráče na bicí Johna Bonhama a Jimmy Page kontaktoval Johna Paula Jonese, se kterým dříve spolupracoval ve studiu. Kapelu pojmenovali New Yardbirds, což byl odkaz na skupinu The Yardbirds, ze které po rozpadu skupiny kytarista Jimmy Page zbyl jako poslední člen. Brzo začala být skupina známá jako Led Zeppelin.
Postupně vyšla alba Led Zeppelin I, II a III. K rozpadu skupiny Led Zeppelin došlo v prosinci 1980.
Roku 1975 utrpěli Robert Plant s manželkou Maureen vážná zranění při dopravní nehodě na ostrově Rhodos v Řecku. O dva roky později ho zasáhla ztráta pětiletého syna Karaca, který zemřel na následky žaludeční infekce. Po této události napsal Robert Plant píseň „All My Love“, která se objevila na albu In Through the Out Door. Robert Plant byl prakticky jediný člen, který se podílel na textech písní. Jako textař se projevil až po naléhání Jimmiho Page na albu Led Zeppelin III. Jeho tehdejší texty byly mystické a spirituální, někdy inspirované severskou mytologií jako například píseň „Immigrant Song“ právě ze třetího alba skupiny. Písně, jako jsou „Misty Mountain Hop“, „The Battle of Evermore“ či „Over the Hills and Far Away“, jsou zase ovlivněny knihami J. R. R. Tolkiena Pán prstenů a Hobbit. Text písně „The Lemon Song“ se sexuální tematikou je laděn po vzoru blues. Později ho inspiroval Wales, kam v dětství jezdíval do pohoří Snowdonia a roku 1973 si tam koupil farmu. Začal se zajímat o místní památky, kulturu a mytologii. Například píseň „Bron-Y-Aur Stomp“ je pojmenována podle velšské chalupy Bron-Y-Aur z 18. století. Text písně „Stairway to Heaven“ je považován za jeho nejslavnější.

## Sólová kariéra
Dva roky po rozpadu skupiny Robert Plant vydal své první sólové album s názvem Pictures at Eleven. Debutem se snažil vytvořit novou hudební identitu, vzdálenou od tvorby Led Zeppelin. Většinu písní složil s kytaristou Robbie Bluntem. tehdejším spoluhráčem. Album bylo poháněno rytmy 80. let za doprovodu syntezátorů, můžeme zde najít i několik fúzí španělské a asijské hudby. To vše za doprovodu funkové baskytary. Na albu hostoval zpěvák a bubeník Phil Collins, který roku 1985 bubnoval s Led Zeppelin při výjimečné příležitosti na Live Aid. Druhé sólové album natočil Robert Plant se stejnou sestavou jako první, jen na místo bubeníka Cozy Powella zasedl bubeník skupiny Jethro Tull Barriemore Barlow. Deska vyšla v červenci 1983 na Plantově vlastní značce Es Paranza u firmy Atlantic, se kterou podepsal novou smlouvu po ukončení činnosti značky Swan Song.
Roku 1985 vydal album Shaken 'n' Stirred. Pop rock se na něm mísí s experimenty, na bicí hrál Richie Hayward (Little Feat), komerčního úspěchu se dočkala píseň „Little by Little“, která se v hitparádě Billboard (Billboard Hot 100) umístila na 36. příčce. V roce 1988 následovalo album Now and Zen, které vzniklo za spolupráce s klávesistou Philem Johnstonem. Na albu najdeme například píseň „Tall Cool One“, do které nahrál kytarové sólo Jimmy Page, píseň se později objevila v reklamě na Coca-Colu. O dva roky později následovalo album Manic Nirvana, za tři roky poté Fate of Nations. Zde převládají prvky folku a space rocku, Plant se nechal inspirovat stylem kapely Moby Grape, od které pochází i stará verze písně „Since I've Been Loving You“ z alba Led Zeppelin III. Jako hosté se na albu objevili zpěvačka Moya Brennan a kytarista Richard Thompson. Coververze „If I Were a Carpenter“ je původně od Tima Hardina.

## Page and Plant
Roku 1994 začal Robert Plant znovu spolupracovat s Jimmy Pagem. Svoji spolupráci nazvali zdánlivě jednoduše – Page and Plant (ve skutečnosti jde o slovní hříčku z jejich příjmení, která označují konkrétní pojmy – doslova „stránka a rostlina“) – a jejich spolupráce trvala až do roku 1998, kdy se Robert Plant vrátil ke své sólové kariéře. Hned v prvním roce nahráli album No Quarter: Jimmy Page and Robert Plant Unledded a zahájili velmi úspěšné turné, čímž potěšili všechny, kteří nevěřili, že je ještě někdy uvidí na jednom pódiu. Dvojice dostala od hudební televize MTV nabídku na unplugged koncert. Oba souhlasili a odjeli zkoušet do Maroka. Zde nahráli písně Led Zeppelin v novém aranžmá v egyptském stylu za účasti Najma Akhtara či egyptského orchestru, se kterým nazkoušeli například píseň „Kashmir“. Také roku 1998 vydali album s originální hudbou Walking into Clarksdale. Píseň „Please Read the Letter“ z tohoto alba Robert Plant později nahrál s Alison Krauss na albu Raising Sand a tato skladba zvítězila roku 2009 na Grammy Awards v kategorii „Píseň roku“.

## Nové milénium

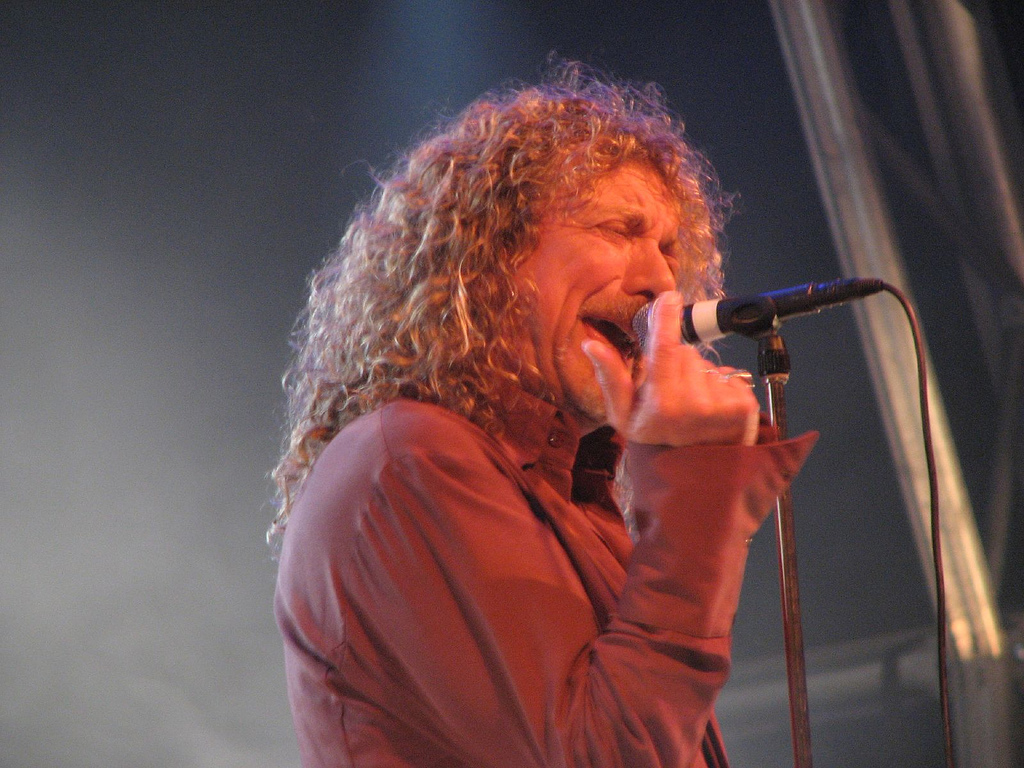
Plant při koncertě 19. srpna roku 2007 na festivalu Green Man Festival

V polovině roku 1999 vystoupil Robert Plant se svou folkovou kapelou Priory of Brion na několika menších koncertech. V tomtéž roce přispěli písní „Little Hands“ na album More Oar: A Tribute to the Skip Spence Album na počest jednoho ze zakladatelů Moby Grape Skipa Spence, který roku 1969 vydal své jediné sólové album Oar. Formace fungovala až do konce roku 2000. V roce 2001 s velšskou písničkářkou Julii Murphy nahrál Robert Plant píseň „Life Begin Again“ na albu Volume 3: Further in Time pro skupinu Afro Celt Sound System, na němž se podílel také Peter Gabriel. V červnu 2002 se svou nově založenou skupinou Strange Sensation vydal Robert Plant kolekci bluesových a folkových písní Dreamland od interpretů, jako jsou Bonnie Dobson či Bob Dylan. Roku 2005 následovalo album s vlastními písněmi Mighty ReArranger. Obě alba byla velmi dobře přijata jak kritikou, tak posluchači, v roce 2003 a 2006 získala nominace na cenu Grammy. Roku 2005 získal Robert Plant spolu s Jimmy Pagem a Johnem Paulem Jonesem cenu Grammy za celoživotní přínos kultuře.
Roku 2001 až 2007 Robert Plant koncertoval se svou skupinou Strange Sensation v rámci evropských a amerických turné. Zazněly jak skladby z Plantovy sólové kariéry, tak i písně Led Zeppelin v novém aranžmá. Záznamy z těchto koncertů vyšly na DVD Robert Plant and Strange Sensation. Záznam jednoho z Plantových vystoupení v roce 2003 na Festival au Desert v Essakana v Azavadu zaznamenal francouzský dokument Le Festival au Désert. 23. června 2006 se zúčastnil jako headliner v newyorském Beacon Theatre koncertu na počest Arthura Lee, zde zahrál z celkových třinácti skladeb pět od Lea. V listopadu toho roku Robert Plant vydal box set svých písní Nine Lives. V následujícím roce nahrál na desku Goin' Home: A Tribute to Fats Domino dvě písně od hudebníka Fats Domina: „It Keeps Rainin'“ s Lil' Band O' Gold a „Valley of Tears“ spolu ze Soweto Gospel Choir.

### Robert Plant a Alison Krauss

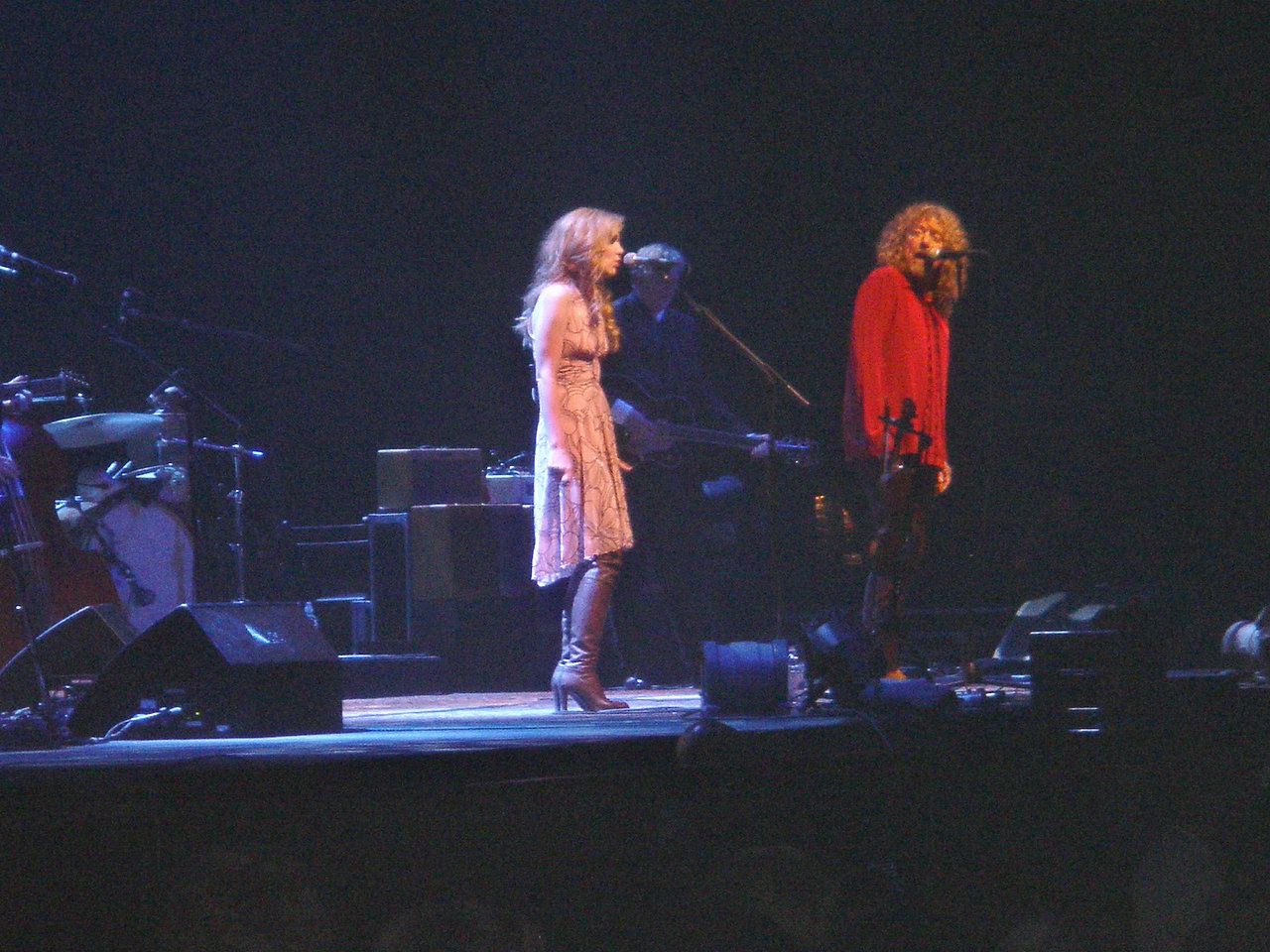
Plant společně s Alison Krauss

Od roku 2007 do roku 2008 Plant spolupracoval s americkou bluegrassovou umělkyní Alison Krauss. Společně 23. října vydali album Raising Sand, desku nahráli v Nashville a Los Angeles a produkoval ji T-Bone Burnett. Představili zde několik méně známých písní od R&B, bluesových, folkových a country skladatelů, jako jsou Mel Tillis, Townes Van Zandt, Gene Clark, Tom Waits, Doc Watson, Little Milton či The Everly Brothers. Roku 2008 skladba „Gone Gone Gone (Done Moved On)“ z alba Raising Sand vyhrála cenu Grammy za nejlepší popovou spolupráci. Raising Sand také vyhrálo v kategorii album roku na 51. ročníku udílení cen Grammy. Album bylo také velmi dobře přijato veřejností a kritikou a 4. března 2008 se stalo platinovou deskou. Na předchozí spolupráci navázali v roce 2021 albem Raise the Roof.

### Band of Joy
V červenci roku 2010 Robert Plant založil skupinu Band of Joy, která nesla stejný název jako jeho první kapela Band of Joy, s níž vystupoval v šedesátých letech. Do nové formace Robert Plant přizval zpěvačku Patty Griffin, kytaristu a zpěváka Buddyho Millera, multiinstrumentalistu Darrella Scotta, basistu Byrona House a bubeníka Marca Giovinoho. Společně odehráli 12 letních koncertů v USA a 11 po Evropě. Nové studiové album, které vyšlo 13. září 2010, nazvali jednoduše Band of Joy. Deska byla roku 2011 nominována na cenu Grammy a Plantův výkon v písni „Silver Rider“ byl nominován na nejlepší vokály v písni. Poslední koncerty skupiny proběhly 7. srpna na festivalu Big Chill Festival v Eastnor Castle Deer Park v Herefordshire a 30. září v San Franciscu jako součást 11. festivalu Hardly Strictly Bluegrass festival.

### Sensational Space Shifters
Sensational Space Shifters je Plantova doposud poslední formace, která poprvé zahrála na festivalu Womad ve Wiltshire v Anglii roku 2012. Skupinu tvoří Justin Adams, John Baggott. Clive Deamer, Billy Fuller, Charlie Jones, Michael Lee, Porl Thompson a Liam „Skin“ Tyson. V červenci roku 2012 skupina vydala záznam z koncertu pojmenovaný Sensational Space Shifters, na albu jsou jak písně Led Zeppelin, tak bluesové skladby jako například „Spoonful“ od Howlin' Wolfa či „44“, což je píseň z roku 1929 od Roosevelta Sykese. V září 2014 Plant vydal své 10. sólové album, první se skupinou Sensational Space Shifters, nazvané Lullaby and... The Ceaseless Roar. Se svou skupinou Plant hrál v rámci letního festivalového turné i v Česku, a to 19. července 2014 na festivalu Colours of Ostrava.
V roce 2022 Robert Plant vystupoval se skupinou Saving Grace a zpěvačkou Suzi Dian.

## Sólová diskografie
- Pictures at Eleven (1982)
- The Principle of Moments (1983)
- Shaken 'n' Stirred (1985)
- Now and Zen (1988)
- Manic Nirvana (1990)
- Fate of Nations (1993)

Plantův znak z alba Led Zeppelin IV

- Walking into Clarksdale (1998) – s Jimmym Pagem
- Dreamland (2002)
- Mighty ReArranger (2005)
- Raising Sand (2007) – s Alison Krauss
- Band of Joy (2010)
- Lullaby and... The Ceaseless Roar (2014)
- Carry Fire (2017)
- Raise the Roof (2021) – s Alison Krauss